# 오픈모코

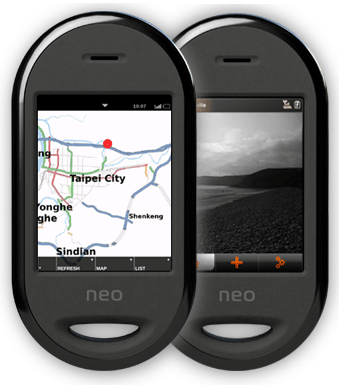
네오 프리러너

오픈모코(Openmoko)는 하드웨어 사양, 운영 체제(Openmoko Linux), 네오 1973 및 네오 프리러너(Neo FreeRunner)와 같은 실제 스마트폰 개발 구현을 포함하여 오픈 소스인 휴대폰 제품군을 만들기 위한 프로젝트이다. 현재는 개발이 중단되었으며 전체 프로젝트는 오픈모코(Openmoko Inc.)의 후원을 받았다.
첫 번째 하위 프로젝트는 자유 소프트웨어를 사용하여 구축된 휴대폰용 리눅스 기반 운영 체제인 오픈모코 리눅스(Openmoko Linux)였다.
두 번째 하위 프로젝트는 오픈모코 리눅스가 실행되는 하드웨어 장치를 개발하는 것이었다. 첫 번째 장치는 2007년에 출시된 네오 1973이었고, 이어서 2008년 6월 25일에 네오 프리러너(Neo FreeRunner)가 출시되었다. 2009년 4월 2일 오픈모코는 프리러너에 집중하기 위해 코드명 GTA03이라는 세 번째 장치의 개발을 중단했다. 2010년에 GTA03의 개발은 골든 딜리셔스 컴퓨터스(Golden Delicious Computers)에서 새로운 코드명 GTA04로 계속되었으며 여기에는 주요 하드웨어 개정이 포함되었으며 첫 번째 장치는 2011년 10월 10일에 출시되었다. 대부분의 다른 휴대폰 플랫폼과 달리 이 휴대폰은 최종 제품을 제공하도록 설계되었다. 운영 체제와 소프트웨어 스택을 수정할 수 있는 사용자. 다른 오픈모코 지원 휴대폰도 사용할 수 있다.

## 같이 보기
- 안드로이드 (운영체제)
- 타이젠 연합
- 마에모
- 미고 (운영 체제)
- 프로젝트 아라
- 오픈 핸드셋 얼라이언스
- 오픈 모바일 연합
- 리플리컨트 (운영체제)